# Da capo
För andra betydelser, se Da capo (olika betydelser).
Da capo innebär att något spelas en gång till efter att det spelats en eller flera gånger. Det kan vara ett litet avsnitt som upprepas i ett musikstycke.